# Nouă prinți din Amber
Nouă prinți din Amber (1970) (titlu original Nine Princes in Amber) este un roman al noului val fantasy, fiind primul din seria Cronicile Amberului scrisă de Roger Zelazny. Cartea a dat naștere unui joc pe calculator cu același nume.  Prima ediție a romanului, publicată de Doubleday în format cartonat, este neobișnuit de rară; editorul a distrus o parte semnificativă a tipăriturii originale din greșeală, atunci când s-a dat ordinul distrugerii copiilor rămase dintr-o tipăritură a unei cărți mai vechi, Creatures of Light and Darkness.. Romanul Nouă prinți din Amber este inspirat de seria lui Philip José Farmer, World of Tiers.

## Povestea
Carl Corey se trezește într-o clinică medicală, fără a-și aminti cine este sau cum a ajuns acolo. Inițial, bănuiește că a fost victima unei supradoze de medicamente, dar directorul clinicii îl lămurește că tocmai și-a revenit dintr-un accident de mașină, internarea în acea clinică privată fiind făcută pe cheltuiala surorii sale, Evelyn Flaumel.
Ajungând la casa surorii lui, află că numele său real este Corwin, iar pe ea o cheamă Flora. În biblioteca ei, Corwin găsește un set de cărți de Tarot - Atuurile - ale cărui Arcane Majore sunt înlocuite cu imagini în care își recunoaște familia. Pe măsură ce studiază cărțile, își reamintește toți frații și surorile lui: vicleanul Random, Julian vânătorul, bine-clăditul Gérard, arogantul Eric, maestrul tactician și spadasinul Benedict, sinistrul Caine, intrigantul Bleys și misteriosul Brand, Flora, iubita Deirdre, Llewella cea rezervată și Fiona pe care o urăște.
Corwin este contactat de Random și îl ajută să scape de niște ființe umanoide misterioase care îl urmăresc. În continuare, Random îl invită pe Corwin să meargă pe drumul Amberului, lucru care se realizează prin alterarea realității înconjurătoare în timpul călătoriei. Pe drum, ei sunt atacați de Julian, dar corwin îl ia prizonier și culege de la el toate informațiile de care are nevoie. După eliberarea lui Julian, cei doi o întâlnesc pe Deirdre, care fugise de la curtea lui Eric. Ajuns în acest punct, Corwin recunoaște că nu își mai amintește nimic despre viața sa anterioară și că l-a urmat pe Random sperând să și-o recapete. Deirdre îl convinge să parcurgă Modelul, despre care crede că îi va restaura amintirile.
Cei trei călătoresc în Rebma, o reflectare sub apă a Amberului, unde se întâlnesc cu Llewella și cu Moire, regina din Rebma. Deoarece Rebma este o reflectare a Amberului, aici se află o reflectare a Modelului, pe care Corwin îl parcurge, retrăindu-și fosta viață și amintindu-și puterile moștenite - puterea de a umbla prin umbre și de a invoca un blestem puternic înainte de a muri.
După parcurgerea Modelului, Corwin se proiectează în Castelul din Amber, unde găsește un pachet de Atuuri și un vechi servitor, dar este surprins de Eric. Cei doi se duelează, iar Eric este salvat de soldații săi înaintea loviturii finale; corwin folosește Atuurile pentru a cere protecția lui Bleys, care acceptă să îl adăpostească, teleportându-l la el. Drept mulțumire, Corwin acceptă să îl ajute pe Bleys în tentativa sa de a ataca Amberul și de a-l înfrânge pe Eric, adunând o flotă numeroasă din Umbre, în timp ce Bleys adună o armată de uscat. Corwin caută aliați printre frații săi, dar Caine - care îl sprijină pe Eric - nu îi oferă decât liberă trecere pentru flota sa, la fel ca și Gérard. Benedict nu poate fi contactat, Brand este în închisoare, iar tatăl lor Oberon, lipsește de secole. Random îl informează pe Corwin că Eric a ajuns în posesia Giuvaierului Judecății, care îi permite să controleze, printre altele, vremea.
Odată cu începerea invaziei, flota lui Corwin este surprinsă de cea a lui Caine, care încalcă înțelegerea dintre ei. Eric îl contactează pe Corwin prin intermediul unui Atu, iar cei doi încep un duel mental, în urma căruia Corwin iese câștigător. Cu flota distrusă, Corwin nu are de ales și folosește un Atu pentru a fugi și a se alătura armatei de uscat a lui Bleys, care se luptă cu creaturile Umbrelor și cu vicisitudinile vremii provocate de Giuvaierul Judecății. Deși ajung în Amber, forțele lor abia mai ajung ca să escaladeze muntele Kolvir, pe care se află Castelul. Bleys cade de pe o stâncă, iar Corwin reușește să intre în Castel, unde este făcut prizonier.
Obligat să îl încoroneze pe Eric rege, Corwin își pune lui coroana pe cap, dar este bătut de gărzi, închis și orbit. Singurul lucru care îl ajută pe Corwin să nu înnebunească în închisoare este prietenul său, Lord Rein. Odată cu trecerea anilor, lui Corwin îi revine vederea și reușește să evadeze cu ajutorul lui Dworkin Barimen, care călătorește cu ajutorul Atuurilor desenate pe pereți.
Corwin desenează Farul din Cabra, unde îl întâlnește pe Jopkin, pe care îl ajută să aibă grijă de far. După ce se pune pe picioare, Corwin pleacă folosind barca lui Jopkin, "Butterfly", trimițându-i lui Eric un mesaj prin care îl avertizează că se va întoarce pentru a revendica tronul.

## Personaje
Machiavelica familie regală a Amberului este condusă de Oberon, fostul rege, care a dispărut. Cele patru fiice ale sale sunt Florimel, Deirdre, Fiona și Llewella, dar jucătorii importanți ai romanului sunt cei nouă prinți din titlu:
- Benedict - cel mai vârstnic prinț supraviețuitor, neimplicat în lupta actuală pentru coroană. Maestrul tactician al familiei, este un om care zâmbește foarte rar. Restul familiei crede că a murit.
- Corwin - protagonistul, pe care anii petrecuți pe Pământ par să îl fi înmuiat.
- Eric - viitorul rege al Amberului, arogant și competent. A obținut loialitatea lui Julian, Caine și Gérard.
- Caine - calculat și realist.
- Bleys - fermecător, celălalt aliat al lui Corwin în lupta împotriva lui Eric.
- Brand - la fel ca Oberon, este de negăsit.
- Julian - un vânător sinistru.
- Gérard - cel mai puternic dintre cei nouă, din punct de vedere fizic, afabil și plăcut chiar și de către dușmani.
- Random - un om viclean, dar aliat cu Corwin. Îi plac jocurile și este cel mai mic fiu al lui Oberon.

## Adaptări
În 1996, Terry Bisson a realizat o adaptare BD în trei părți a romanului. La ora actuală se află în discuție o ecranizare.

## Traduceri în limba română
- 1994 - Nouă prinți din Amber, editura Olimp, colecția "Heroic Fantasy" nr. 2, traducere Eugen Cristea, 192 pag., ISBN 973-9180-11-6
- 2007 - Nouă prinți din Amber, editura Tritonic, traducere Eugen Cristea, 192 pag., ISBN 978-973-733-121-2